# Campeonato de Francia de Rugby 15 1895-96
El Campeonato de Francia de Rugby 15 1895-96 fue la 5.ª edición del Campeonato francés de rugby, la principal competencia del rugby galo.
El campeón del torneo fue el equipo de Olympique de París quienes obtuvieron su primer campeonato.

## Participantes
- Cosmopolitan Club
- Olympique de París
- Racing Club
- Stade Français
- Union Sportive de l'Est

## Final
- Al terminar empatados ambos equipos en 6 puntos se decidió la disputa de una final para definir al campeón.

| 5 de abril de 1896 | Olympique de París | 12 - 0 | Stade Français | Stade Dubonnet, Courbevoie |  |

| Bandera de Francia         |
| Campeón Olympique de París |
| Primer título              |